# 주머니여우
주머니여우(Trichosurus vulpecula)는 쿠스쿠스과에 속하는 유대류의 일종이다. 야행성 동물이며, 준-수상성 동물이다. 오스트레일리아의 토착종으로 주머니쥐 중에서 두번째로 크다. 대부분의 주머니쥐처럼 주머니여우도 야행성 동물이다. 풀을 주로 먹는 초식 동물이지만, 쥐와 같은 작은 포유류도 먹는 것으로 알려져 있다.